# Cornel Durău
Cornel Durău (Bechet, 30 de janeiro de 1957) é um ex-handebolista profissional, duas vezes medalhista olímpico.

## Títulos
- Jogos Olímpicos:
  - Bronze: 1980, 1984